# Sultano di Pahang

Stendardo del sultano.

Sultano di Pahang è il titolo del sovrano costituzionale di Pahang, uno dei tredici Stati della Malaysia. Egli è il capo dell'Islam nello Stato e la fonte di tutti i titoli, onori e dignità nello Stato.

## Storia
Dopo il crollo dell'impero Srivijaya avvenuto intorno al 1000, il Pahang venne rivendicato dal prima dal Majapahit, poi dal Siam e infine dal sultanato di Malacca. Nel XV secolo riuscì a diventare un sultanato tributario. Per la maggior parte del secolo successivo Pahang venne contesa dai portoghesi, dagli olandesi, dal sultanato di Johor e dall'Aceh. Durante questo periodo, la sua popolazione venne in gran parte uccisa o ridotta in schiavitù, i suoi governanti assassinati e la sua economia cadde in rovina.
Dopo il declino dell'Aceh a metà del XVII secolo, Pahang passò sotto il dominio di Johor. Tuttavia i sovrani, discendenti dalle famiglie reali di Malacca e Johor, continuarono a governare con un certo grado di autonomia.
Nel 1623 Pahang venne nominalmente fuso con Johor dato che alla morte del sultano Abdullah Ma'ayat Shah, il suo successore prese il titolo di sovrano di Johor-Pahang. Abdul Jalil Riayat Shah III regnò fino al 1677. Con il declino di Aceh, Johor-Pahang gradualmente estese il suo dominio sulle isole Riau-Lingga.
Nel 1699, alla morte di Mahmud Shah II, il bendahara di Pahang Tun Abdul Jalil divenne sultano di Johor-Pahang-Riau-Lingga e assunse il nome Abdul Jalil Shah IV. La sua nomina venne accettata dai capi del Johor in base al compromesso che il bendahara sarebbe asceso al trono se il sultano fosse morto senza eredi.
All'inizio del XIX secolo l'impero di Johor-Pahang-Riau-Lingga cominciò a sfaldarsi. Dopo il 1806, le parti costituenti dell'impero divennero sempre più autonome e l'unità culturale, che fino ad allora esisteva tra la penisola malese e le isole Riau-Lingga, andò persa. La firma del trattato anglo-olandese del 1824 minò ulteriormente la coesione dell'impero e contribuì alla nascita di Pahang e Johor come stati indipendenti. Il trattato, tra le altre cose, confermò che le isole a sud di Singapore, tra cui Giava e Sumatra, sarebbero rimasti appannaggio degli olandesi, mentre la penisola malese sarebbe confluita all'interno della sfera di influenza britannica. I governanti malesi non erano stati consultati per il trattato e l'impero Johor-Pahang-Riau-Lingga si divise irrimediabilmente quando una controversia sulla successione creò due centri di potere, uno a Riau-Lingga (sotto Abdul Rahman Muazzam Shah) e l'altro a Johor (sotto Hussein Shah).
Nel 1861, quando l'impero di Johor era ormai in pezzi a causa della perdita dei territori di Riau-Lingga, Tun Ibrahim di Johor capì questa situazione e rapidamente firmò un trattato con il bendahara Tun Mutahir di Pahang. Il trattato riconobbe i territori di Pahang, concesse al temenggung e ai suoi discendenti il diritto di governarlo e diede avvio a una politica di protezione e riconoscimento reciproco tra Pahang e Johor. Con la firma di questo trattato, i resti dell'impero divennero due stati indipendenti, Johor e Pahang.
Tra il 1858 e il 1863, il trono di Pahang venne conteso in una guerra civile tra i due figli del regnante Bendahara di Pahang. La guerra finì nel 1887, quando Wan Ahmad venne proclamato nuovo sultano anche se il suo ruolo divenne poi in gran parte cerimoniale, dato che gli inglesi lo costrinsero a firmare un trattato che portò il paese sotto il controllo di un residente britannico.

## Elenco

### Dinastia di Malacca

#### Sultani di Pahang
| No | Nome                               | Immagine | Inizio regno | Fine regno |
| -- | ---------------------------------- | -------- | ------------ | ---------- |
| 01 | Muhammad Shah                      |          | 1470         | 1475       |
| 02 | Ahmad Shah I di Pahang             |          | 1475         | 1495       |
| 3  | Abdul Jamil Shah I e Mansur Shah I |          | 1495         | 1512       |
| 4  | Mansur Shah I                      |          | 1512         | 1519       |
| 5  | Mahmud Shah                        |          | 1519         | 1530       |
| 06 | Muzaffar Shah                      |          | 1530         | 1540       |
| 07 | Zainal Abidin Shah                 |          | 1540         | 1555       |
| 08 | Mansur Shah II                     |          | 1555         | 1560       |
| 09 | Abdul Jamal Shah                   |          | 1560         | 1575       |
| 10 | Abdul Kadir Alauddin Shah          |          | 1575         | 1590       |
| 11 | Ahmad Shah II                      |          | 1590         | 1592       |
| 12 | Abdul Ghafur Muhiuddin Shah        |          | 1592         | 1614       |
| 13 | Alauddin Riayat Shah               |          | 1614         | 1615       |
| 14 | Abdul Jalil Shah III (prima volta) |          | 1615         | 1617       |
|    | Interregno                         |          | 1617         | 1623       |

#### Sultani di Johor-Pahang-Riau-Lingga (impero di Johor)
| N. | Nome                                 | Immagine | Inizio regno | Fine regno |
| -- | ------------------------------------ | -------- | ------------ | ---------- |
| 15 | Abdul Jalil Shah III (seconda volta) |          | 1623         | 1677       |
| 16 | Ibrahim Shah                         |          | 1677         | 1685       |
| 17 | Mahmud Shah II                       |          | 1685         | 1699       |

### Dinastia di Bendahara

#### Sultani di Johor-Pahang-Riau-Lingga (impero di Johor)
| N. | Nome                                            | Immagine | Inizio regno | Fine regno |
| -- | ----------------------------------------------- | -------- | ------------ | ---------- |
| 18 | Abdul Jalil Shah IV (Bendahara Tun Abdul Jalil) |          | 1699         | 1720       |
| 19 | Sulaiman Badrul Alam Shah                       |          | 1722         | 1760       |
| 20 | Abdul Jalil Muazzam Shah                        |          | 1760         | 1761       |
| 21 | Ahmad Riayat Shah                               |          | 1761         | 1761       |
| 22 | Mahmud Shah III                                 |          | 1761         | 1770       |

#### Raja Bendahara di Pahang
| N. | Nome                    | Immagine | Inizio regno | Fine regno |
| -- | ----------------------- | -------- | ------------ | ---------- |
| 23 | Tun Abdul Majid         |          | 1770         | 1802       |
| 24 | Tun Muhammad            |          | 1802         | 1803       |
| 25 | Tun Koris               |          | 1803         | 1806       |
| 26 | Tun Ali                 |          | 1761         | 1761       |
| 27 | Tun Mutahir             |          | 1847         | 1863       |
| 28 | Tun Ahmad (poi sultano) |          | 1863         | 1881       |

#### Sultani del Pahang moderno
| N. | Nome                                           | Immagine | Inizio regno     | Fine regno      |
| -- | ---------------------------------------------- | -------- | ---------------- | --------------- |
| 28 | Ahmad al-Mu'hazzam Shah                        |          | 8 settembre 1881 | 29 maggio 1914  |
| 29 | Mahmud                                         |          | 29 maggio 1914   | 19 giugno 1917  |
| 30 | Abdullah al-Mu'tassim Billah Shah              |          | 19 giugno 1917   | 22 giugno 1932  |
| 31 | Abu Bakar Riayatuddin al-Mu'azzam Shah         |          | 23 giugno 1932   | 7 maggio 1974   |
| 32 | Ahmad Shah a-Muktain Billah                    |          | 7 maggio 1974    | 15 gennaio 2019 |
| 33 | Abdullah Ri'ayatuddin al-Mustaffar Billah Shah |          | 15 gennaio 2019  | in carica       |